# 拉馬斯角
64°19′S 56°54′W / 64.317°S 56.900°W
拉馬斯角（西班牙語：Cabo Lamas），是南極洲的海岬，位於葛拉漢地的西摩島西南端，由阿根廷探險隊以該國海軍的候補少尉命名，現時由南極條約體系管理。